# Carlo Ippolito Migliorini
Carlo Ippolito Migliorini (Bibbiena, 13 agosto 1891 – Firenze, 4 marzo 1953) è stato un geologo italiano noto come uno dei più eminenti studiosi del petrolio nonché come promotore di idee innovative nel campo della geologia.

## Biografia
Nato a Bibbiena il 13 agosto 1891 da padre italiano e madre inglese, fin da giovanissimo mostra uno spiccato interesse per la geologia alla quale viene introdotto da un amico di suo padre, il famoso professore fiorentino Giotto Dainelli. Il suo primo scritto sulla geologia del nativo Casentino è pubblicato quando ancora frequenta il liceo. 
Membro della Società Geologica Italiana è assiduo frequentatore dell’Istituto di Geologia di Firenze, allora sotto la direzione di Carlo De Stefani.
Terminati gli studi liceali a Firenze, si reca in Inghilterra presso la Camborne School of Metalliferous Mining in Cornovaglia dove acquisisce una formazione completa da ingegnere-geologo appassionandosi anche alla matematica e alle scienze naturali.
Conseguito il diploma nel 1912, inizia la sua carriera lavorativa prima in Cornovaglia e successivamente in Portogallo.
Presta servizio militare in Libia durante la prima guerra mondiale come ufficiale d'artiglieria e viene decorato con una Medaglia di bronzo ed una Croce al merito di guerra.
Alla fine della guerra fa parte di una missione sulla geologia dell’Anatolia condotta da Giotto Dainelli.
Nel 1920 entra a far parte dell’Istituto Agricolo Coloniale Italiano a Rodi dove vive e lavora sino al 1934. Nel 1933 organizza nell’isola greca l’annuale congresso della Società Geologica Italiana. In questa occasione conosce Alessandro Martelli, presidente dell’AGIP (Azienda Generale Italiana Petroli). 
Nel 1934 viene assunto dall’AGIP come primo geologo di ruolo nell’Azienda; organizza e conduce campagne di esplorazione petrolifera nella Pianura Padana, lungo tutta la catena appenninica sino in Sicilia, in Eritrea (Isole Dahlak), Etiopia (Ogaden) e Somalia settentrionale. 
Nel 1939 consegue la libera docenza in geologia.
Nel 1943 chiude la sua collaborazione formale con l’AGIP e, superato un periodo di difficoltà postbelliche, diviene consulente per le maggiori realtà industriali italiane (Dalmine, Montecatini, SIN - Società Idrocarburi Nazionali, ancora con AGIP) e straniere, quali la Sinclair Oil Company e per l’Anglo-Iranian Oil Company, con campagne di esplorazione petrolifera in Italia, Africa e Medio Oriente.
Nei primi Anni Cinquanta si dedica ad accertare le possibilità di sfruttamento dell’energia geotermica in Italia (Larderello) e all’estero (Uganda).
Muore a Firenze il 4 marzo 1953.

## Attività scientifica e professionale
Sin dal suo primo impiego con l’AGIP, Migliorini ha saputo individuare e sviluppare nell’ambito della esplorazione petrolifera temi innovativi di ricerca documentati da oltre cinquanta pubblicazioni. Nei primi Anni Trenta la sua previsione, in seguito confermata dalla perforazione, di un assetto a scaglie sovrapposte nella successione sedimentaria attraversata dal primo pozzo petrolifero italiano (Tocco da Casauria, nell’area della Maiella) ha segnato l’inizio di una feconda attività professionale. Un programma organico per l’esplorazione di tutto il versante adriatico dall’Appennino centrale allo Ionio, con una possibile estensione più a nord nella Pianura Padana, nasce dal riconoscimento delle analogie geologiche osservabili in questa vasta area. 
Introducendo il concetto di “Fossa Bradanica” intesa come la regione compresa tra l’Appennino Meridionale e i rilievi calcarei del Gargano e delle Murge, ne sottolinea il possibile valore minerario. Per un riscontro approfondito Migliorini insiste sulla necessità dell’impiego del rilievo sismico accompagnato da studi di terreno e paleontologici di dettaglio. Questi criteri moderni di ricerca portano alla nascita nell’AGIP di un “Servizio Studi” coordinato da Migliorini. Questa iniziativa costituirà una scuola di formazione privilegiata per molti geologi del petrolio italiani. 
Nell’ambito dell’Appennino Meridionale Migliorini riconosce la traslazione caotica dei terreni argillosi prevalentemente cretacei del Flysch sull’avampaese apulo avvenuta in epoca molto tarda, forse quaternaria.  All’oggetto di questo processo gravitativo dà la denominazione di “frane orogeniche” e se ne serve per spiegare l’origine delle Argille Scagliose appenniniche, un problema ad ampio respiro regionale oggetto di continue discussioni. Sempre nell’Appennino, la conoscenza delle situazioni geologiche locali e la sua capacità di sintesi lo portano ad individuare una successione nel tempo e nello spazio (da ovest verso est) delle pieghe e associazioni di faglie da lui denominate “cunei composti”.
Alle sue competenze di ingegnere-geologo Migliorini associa doti di naturalista attento osservatore dell’ambiente che lo circonda sino ai particolari più minuti e documenta questa sua attenzione con pubblicazioni: dai primi lavori sulla terra nativa casentinese agli studi geologici sui dintorni di Tobruk effettuati durante il servizio militare in Libia, dalla descrizione geologica di varie isole dell’Egeo durante il suo soggiorno di lavoro a Rodi alle osservazioni, anche paleontologiche, sui dintorni di Firenze effettuate dopo il suo disimpegno dall’AGIP. 
A conferma delle sue doti multiformi è significativo che dall’esame dettagliato degli strati del Macigno, una formazione arenacea diffusa nei dintorni di Firenze, Migliorini arrivi ad attribuire la sua origine a correnti di torbidità sottolineandone anche le conseguenze sul rimaneggiamento dei fossili. Entrambe queste intuizioni hanno trovato conferma nelle attuali ricerche oceanografiche e riscontri positivi nelle riviste internazionali.

## Fondo e collezione personali
Nella sede di Geomineralogia della Biblioteca di Scienze dell’Università di Firenze si conserva un fondo intitolato a Migliorini, costituito da 4 buste, 1 pacco e 1 scatola di documenti (anni 1911-1950), lascito dei colleghi geologi di Migliorini dopo la sua morte. Il materiale comprende quaderni di lavoro, corrispondenza, rapporti e appunti su missioni cui ha partecipato o che ha diretto, bozze di relazioni, materiale relativo a convegni, raccolte di numeri di rivista e giornali, disegni cartografici.
Il Museo di geologia e paleontologia dell'Università di Firenze conserva reperti geologici e paleontologici raccolti da Migliorini nelle spedizioni in Grecia e in Somalia.

## Opere
Elenco di opere selezionate:
- Sul calcare miocenico casentinese, in Bollettino della Società Geologica Italiana, vol. 29, Roma, Società Geologica Italiana, 1910.
- Sulla geologia dei dintorni di Tobruk, in Atti della R. Accademia dei Lincei. Rendiconti della Classe di scienze fisiche, matematiche e naturalix, 5, vol. 23, Roma, R. Accademia dei Lincei, 1914.
- Geologia di Rodi, in L'Agricoltura coloniale, vol. 19, n. 1-2, Firenze, Istituto agricolo coloniale italiano, 1925.
- Appunti geologici sull'isola di Alinnià (Egeo) ed alcune considerazioni sulla geologia di Rodi, in Bollettino della Società Geologica Italiana, vol. 49, Roma, Società Geologica Italiana, 1930.
- Scoperta di idrocarburi nella pianura Padana, in Il Sole, n. 151, Milano, Stab. tip. della stampa commerciale, 25 giugno 1949.
- Suddivisione geografica dell'Appennino per uso geologico. Una proposta, in Bollettino della Società Geologica Italiana, vol. 68, Roma, Società Geologica Italiana, 1949.
- Dati a conferma della risedimentazione delle arenarie del macigno, in Atti della Società Toscana di Scienze Naturali residente in Pisa. Memorie. Serie A: Mineralogia, geologia..., vol. 57, Pisa, Grafiche Pacini Editore, 1950.
- Osservazioni a proposito di alcune critiche allo studio '"I cunei composti nell'orogenesi"', in Bollettino della Società Geologica Italiana, vol. 69, Roma, Società Geologica Italiana, 1950.
- Lo stato odierno della conoscenza del sottosuolo della Fossa Bradanica, in Atti del 7. convegno nazionale del metano e del petrolio : Taormina, 21-22-23-24 aprile 1952, Palermo, IRES, 1952.
- Prospettive petrolifere e gessifere e ricerche nel Crotonese, in Atti del 7. convegno nazionale del metano e del petrolio : Taormina, 21-22-23-24 aprile 1952, Palermo, IRES, 1952.